# Visaltia
Visaltia (griechisch Βισαλτία (f. sg.)) ist seit 2011 eine Gemeinde in der nordgriechischen Region Zentralmakedonien. Die Gemeinde ist in vier Gemeindebezirke unterteilt. Verwaltungssitz ist Nigrita. Die Gemeinde ist nach dem antiken makedonischen Distrikt Bisaltia benannt.

## Lage
Die Gemeinde Visaltia erstreckt sich im Osten der Region Zentralmakedonien über 657,563 km². Angrenzende Gemeinden sind im Norden Iraklia, Serres, im Osten Emmanouil Pappas, Amfipoli und im Süden Langadas und Volvi.

## Verwaltungsgliederung
Die Gemeinde wurde nach der Verwaltungsreform 2010 aus dem Zusammenschluss der ehemaligen Gemeinden Achinos, Nigrita, Tragilos und Visaltia gebildet. Verwaltungssitz der Gemeinde ist die Stadt Nigrita. Die ehemaligen Gemeinden bilden seither Gemeindebezirke. Die Gemeinde ist weiter in 2 Stadtbezirke und 25 Ortsgemeinschaften untergliedert.
| Gemeindebezirk | griechischer Name         | Code   | Fläche (km²) | Einwohner 2011 | Stadtbezirke / Ortsgemeinschaften (Δημοτική /Τοπική Κοινότητα)                       | Lage |
| -------------- | ------------------------- | ------ | ------------ | -------------- | ------------------------------------------------------------------------------------ | ---- |
| Achinos        | Δημοτική Ενότητα Αχινού   | 120302 | 155,927      | 2.427          | Achinos, Dafni, Zervochori, Lefkotopos, Patriki, Sitochori, Choumniko                |      |
| Visaltia       | Δημοτική Ενότητα          | 120303 | 143,135      | 4.755          | Agia Paraskevi, Ambeli, Vergi, Dimitritsi, Lygaria, Nikolia, Sisamia, Triandafyllia  |      |
| Nigrita        | Δημοτική Ενότητα Νιγρίτης | 120301 | 160,561      | 8.963          | Nigrita, Terpni, Anthi, Therma, Flambouro                                            |      |
| Tragilos       | Δημοτική Ενότητα Τραγίλου | 120304 | 197,940      | 3.885          | Agios Dimitrios, Aidonochori, Efkarpia, Ivira, Kastanochori, Mavrothalassa, Tragilos |      |
| Gesamt         | Gesamt                    | 1203   | 657,563      | 20.030         |                                                                                      |      |